# Una notte in giallo
Una notte in giallo (Walk of Shame) è un film del 2014 scritto e diretto da Steven Brill.

## Trama
Il sogno della bella e ambiziosa giornalista Meghan Miles di diventare conduttrice di telegiornale è compromesso durante l'arco di una sola notte. Con solo otto ore a disposizione prima di presentarsi al colloquio più importante della sua vita, rimarrà bloccata prima nel ghetto e poi nel centro della città di Los Angeles senza telefono, automobile, soldi e documenti di identità. Dopo aver passato la serata in un locale con le amiche Rose e Denise e la notte con un uomo, il barista Gordon, riceverà una chiamata che la informa di come a breve sarà oggetto di osservazione da parte di una delle principali emittenti televisive. Ma come tornare a casa? Per una serie di eventi, sarà più difficile del previsto, soprattutto perché vestita con un sensuale abito giallo, da cui il titolo.

## Distribuzione
Il film è stato pubblicato negli Stati Uniti il 2 marzo 2014 da Focus World, mentre in Italia è stato distribuito al cinema da Koch Media il 24 luglio 2014.